# War Child (album)
War Child − siódmy album studyjny zespołu Jethro Tull, wydany w październiku 1974 roku.

## Historia
Album był pierwotnie zamierzony jako wydawnictwo dwupłytowe stanowiące tło muzyczne dla filmu pod tym samym tytułem. Żadna znacząca wytwórnia filmowa nie zgodziła się sfinansować produkcji filmu, natomiast sam album został ograniczony do jednopłytowego wydawnictwa zawierającego dziesięć utworów.
Scenariusz filmu "War child" był napisany jako metafizyczna czarna komedia, opowiadająca o życiu pozagrobowym nastolatki, która spotyka postacie wzorowane na Bogu, świętym Piotrze oraz Lucyferze, którzy zostali przedstawieni jako chytrzy biznesmeni. W obrazie miał zagrać znany brytyjski aktor Leonard Rossiter, za choreografię miała być odpowiedzialna Margot Fonteyn, natomiast "konsultantem do spraw humoru" miał być znany z grupy Monty Python John Cleese.
Utwory takie jak "Quartet" czy "WarChild Waltz" były publikowane w różnych albumach kompilacyjnych Jethro Tull, by wreszcie znaleźć się na nowej wersji albumu wydanej w 2002 roku.
Trzy kompozycje, "Only Solitaire", "Bungle in the Jungle" oraz "Skating Away on the Thing Ice of a New Day" zostały nagrane w latach 1972-1973 podczas sesji, które miały stanowić kontynuację albumu "Thick as a Brick". W wywiadzie dla czasopisma Songfacts Ian Anderson wspomina: "Dokładniej miało to miejsce pod koniec '72 lub na początku '73 roku, kiedy przebywałem w Paryżu nagrywając album, który nie został nigdy wydany, jednak jeden czy dwa kawałki zostały nagrane w 1974, lecz był to czas, kiedy pisałem album o odkrywaniu człowieka, kondycji ludzkości poprzez analogie do królestwa zwierząt." Z kolei utwór "Two Fingers" jest przearanżowaną wersją piosenki "Lick Your Fingers Clean" zarejestrowanej podczas sesji nagraniowej do albumu "Aqualung", która nie znalazła się na tej płycie.
Okładkę albumu stanowi połączenie dwóch zdjęć. Tło to zarejestrowane w klasycznej tonacji kolorystycznej zdjęcie australijskiego miasta Melbourne, na którego tle znajduje się odbita w negatywie sylwetka frontmana zespołu, Iana Andersona.
Na tylnej okładce znajdują się zdjęcia ludzi, w tym pięciu członków zespołu, przyjaciół, żon, kochanek, załogi studia Chrysalis oraz managera zespołu Terry’ego Ellisa. 

## Lista utworów
Wszystkie utwory zostały skomponowane i napisane przez Iana Andersona.
Strona A
| 1. | "War Child"         | 4:35  |
|    |                     |       |
| 2. | "Queen And Country" | 3:00  |
|    |                     |       |
| 3. | "Ladies"            | 3:17  |
|    |                     |       |
| 4. | "Back-Door Angels"  | 5:30  |
|    |                     |       |
| 5. | "Sealion"           | 3:37  |
|    |                     |       |
|    |                     | 19:59 |
|    |                     |       |
Strona B
| 1. | "Skating Away on the Thin Ice of the New Day" | 4:09  |
|    |                                               |       |
| 2. | "Bungle in the Jungle"                        | 3:35  |
|    |                                               |       |
| 3. | "Only Solitaire"                              | 1:38  |
|    |                                               |       |
| 4. | "The Third Hoorah"                            | 4:49  |
|    |                                               |       |
| 5. | "Two Fingers"                                 | 5:11  |
|    |                                               |       |
|    |                                               | 19:22 |
|    |                                               |       |
Utwory bonusowe
Zremasterowana w 2002 roku wersja albumu zawiera 7 dodatkowych utworów:
| 1. | "Warchild Waltz"                               | 4:21  |
|    |                                                |       |
| 2. | "Quartet"                                      | 2:44  |
|    |                                                |       |
| 3. | "Paradise Steakhouse"                          | 4:03  |
|    |                                                |       |
| 4. | "SeaLion 2" (Angerson/Jeffrey Hammond-Hammond) | 3:20  |
|    |                                                |       |
| 5. | "Rainbow Blues"                                | 3:40  |
|    |                                                |       |
| 6. | "Glory Row"                                    | 3:35  |
|    |                                                |       |
| 7. | "Saturation"                                   | 4:21  |
|    |                                                |       |
|    |                                                | 26:04 |
|    |                                                |       |

## Muzycy
- Ian Anderson: flet poprzeczny, gitara akustyczna, saksofon, wokal
- Barriemore Barlow: perkusja
- Martin Barre: gitara elektryczna, gitara klasyczna
- John Evan: fortepian, organy, syntezatory
- Jeffrey Hammond-Hammond: gitara basowa, kontrabas
- David Palmer: aranżacje orkiestrowe